# 詹姆斯·S·舍曼
詹姆斯·斯库克拉夫特·舍曼（英語：James Schoolcraft Sherman，1855年10月24日—1912年10月30日），美国共和党政治家，曾任第27任副總統。
1912年10月30日，詹姆斯於副總統任內死於腎衰竭。
| 前任： 查尔斯·W·费尔班克斯 | 美国副总统 1909年－1912年 | 繼任： 托马斯·R·马歇尔 |